# Caseta de Dalt
La Caseta de Dalt és una masia situada al poble de Lladurs, al municipi del mateix nom, al Solsonès.